# Green Knoll
Green Knoll es un lugar designado por el censo ubicado en el condado de Warren en el estado estadounidense de Nueva Jersey. En el año 2010 tenía una población de 6,200 habitantes.

## Geografía
Green Knoll se encuentra ubicado en las coordenadas 40°36′1.08″N 74°36′42.95″O / 40.6003000, -74.6119306.